# Edwin Arnold (Dichter)

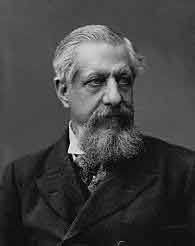
Edwin Arnold

Sir Edwin Arnold (* 10. Juni 1832 in Gravesend; † 24. März 1904 in London) war ein britischer Dichter und Journalist.
Arnold war Rektor des Deccan College, Poona, und Fellow der University of Bombay. Er war Knight Commander des Order of the Indian Empire und Companion des Order of the Star of India.

## The Light of Asia
Arnold trug durch die Veröffentlichung seines Werkes The Light of Asia (dt. Die Leuchte Asiens) im Jahr 1879, einen Versbericht über das Leben und die Lehren von Siddhartha Gautama, dem Begründer des Buddhismus, wesentlich zur Popularisierung des Buddhismus im Westen bei. Mit seiner inmitten des viktorianischen Zeitalters in Europa veröffentlichten poetischen Biographie des Buddha etablierte sich Arnold als eine der Schlüsselfiguren des europäischen Orientalismus des 19. Jahrhunderts. Sein Werk beschreibt das Leben und die Philosophie des Prinzen Gautama und wurde sofort zu einem großen Verlagserfolg in England und den USA; es gab zahlreiche Übersetzungen.